# Jacob Diaca
Jacob Diaca o Jacob el Diaca (segle v), fou un religiós sirià, diaca d'alguna església que podria ser Heliòpolis a Celesíria, o bé Edessa. Les fonts donen ambdós llocs com a possibles seus del seu diaconat.
Va viure vers la meitat del segle v i la seva única obra coneguda és Vita S. Pelugiae Meretricis Antiochiae, "La vida de Sant Pelagi, l'harlot d'Antioquia" del qual resulten totes les poques dades que es coneixen d'aquest personatge.